# Yayoi (Vorname)
Yayoi ist ein weiblicher japanischer Vorname.

## Herkunft und Bedeutung des Namens
Da japanische Namen auch in Kanji geschrieben werden, ist die Bedeutung des Namens äußerst vielseitig und kann sich je nach Schreibweise völlig verändern.

## Bekannte Namensträgerinnen
- Yayoi Aoki (1927–2009), japanische Sachbuchautorin, Feministin und Musikkritikerin
- Yayoi Kobayashi (* 1981), japanische Fußballspielerin
- Yayoi Kusama (* 1929), japanische Pop-Art-Künstlerin und Schriftstellerin
- Yayoi Urano (* 1969), japanische Ringerin
- Yayoi Yoshioka (1871–1959), japanische Ärztin, Pädagogin und Frauenrechtlerin